# Motorola Rizr

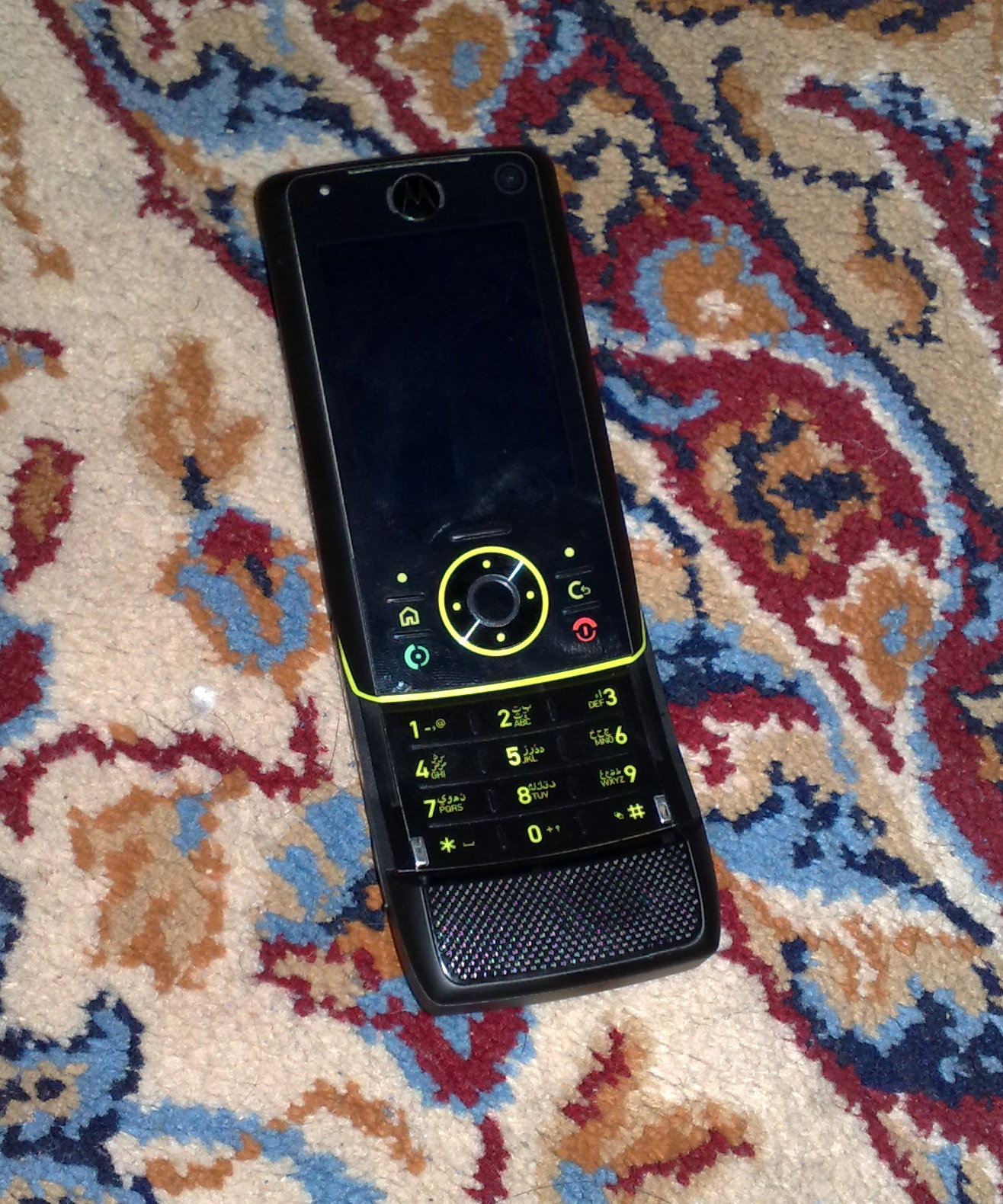
Motorola Rizr Z8 de 2008.

Motorola Rizr foi uma série de telefones celulares do formato slider produzidos entre os anos de 2006 a 2008.
O primeiro modelo foi o Z3 lançado em 2006, em 2007 foi lançado o Z6c e suas variações Z6cx, Z6w e Z6tv. Em 2008 foi lançado o Z8, em 2009 o Z9 e sua variação Z9n, no mesmo ano foi lançado o Z10, principal celular da marca na época.